# Caraipa jaramilloi
Caraipa jaramilloi är en tvåhjärtbladig växtart som beskrevs av R. Vásquez M.. Caraipa jaramilloi ingår i släktet Caraipa och familjen Calophyllaceae. Inga underarter finns listade i Catalogue of Life.